# Màrius Torres i Perenya
Màrius Torres i Perenya (Lleida, 30 d'agost de 1910 – Sant Quirze Safaja, Moianès, 29 de desembre de 1942) fou un metge i poeta català, en l'òrbita del simbolisme.

## Biografia

### Infància (1910-1925)
Màrius Torres va néixer el 30 d'agost de 1910, a les vuit de la tarda, al número 36 del carrer Major de Lleida. Era fill primogènit del metge i polític Humbert Torres i Barberà i de Maria Perenya Reixach, ambdós de famílies d'intel·lectuals i amb una ideologia republicana. Era el germà gran del polític Víctor Torres i de Núria Torres. Els seus avis paterns, Marià Torres i Àngela Barberà, eren originaris del Tarròs i Puigverd de Lleida, respectivament, mentre que els seus avis materns, Manuel Pereña i Maria Reixach, eren de Lleida.
El mateix mes de desembre de 1910, la família es va traslladar al carrer de la Paeria número 10, on van viure amb els avis paterns i la germana d'Humbert Torres.
Torres va ser un infant tímid, obedient i imaginatiu, afeccionat a la música, i a la literatura. L'any 1915 comença l'escolarització al Liceu Escolar, una escola laica fundada per Frederic Godàs i Legido. Va estudiar el batxillerat a l'Instituto General y Técnico de Lleida (actual Institut Màrius Torres), el primer curs com a alumne lliure i la resta com a alumne oficial, i l'acaba als setze anys. La família Torres estiuejava amb la família Godàs, i passaven els estius en indrets com Sant Salvador, Poblet o Vinaixa.

### Joventut (1926-1935)
L'any 1926, i fins al 1933, Màrius Torres es trasllada a Barcelona, al carrer Comte d'Urgell 116, i es matricula a la facultat de Medicina de la Universitat de Barcelona, on es va especialitzar en malalties de l'aparell digestiu. Els seus companys el coneixien amb el renom de "molècula".
El 10 de març de 1928 mor la seva mare, Maria Perenya. El 1929 es va fer soci de l'Agrupament Escolar de l'Acadèmia i Laboratori de Ciències Mèdiques i enllesteix el seu primer recull de poemes. L'any 1933 va al viatge de final de carrera i també tradueix poemes de diversos autors francesos.
L'any 1935 escrigué una comèdia "Un fantasma com n'hi ha pocs", que va ser presentada pels seus cosins al premi Ignasi Iglésias. A l'inici de la guerra civil va col·laborar al diari L'ideal de Lleida amb el pseudònim de Gregori Sastre.

### Puig d'Olena (1936-1942)
El 18 de desembre de 1935, amb vint-i-cinc anys, Màrius Torres emmalaltí de tuberculosi. El 22 de desembre de 1935 ingressà al sanatori antituberculós Puigdolena de Puig d'Olena, ubicat al terme de Sant Quirze Safaja, on romandria fins a la seva mort, tret d'algun viatge a Barcelona i al Mas Blanc. Fins a primers de juny de 1936, Torres està en repòs absolut, període en què va escriure una vintena de poemes.
El dia a dia al sanatori li permetia de cultivar les seves aficions: llegir, escriure, tocar el piano i passejar.
El juny de 1936, al sanatori, conegué Mercè Figueras i Bassols, filla petita d'un metge, també malalta de tuberculosi, amb qui va establir una profunda amistat. Va ser ella qui li inspiraria tota la sèrie Cançons a Mahalta, escrita el 1937. Amb Mercè Figueras, amb qui es podien veure poc a causa del règim estricte del sanatori i els períodes de repòs, s'escrivien lletres, que van ser publicades el 2017 amb el títol de Cartes a Mahalta. El 6 de desembre de 1936, Mercè li presentà Joan Sales i la seva dona Núria Folch, que havien vingut a visitar-la, establint-se a partir d'aquell moment una relació amb un llarg epistolari i una influència en la trajectòria poètica de Màrius. Joan Sales publicà part de les cartes que els enviava en el seu llibre Cartes a Màrius Torres.

### Postguerra (1939-1942)
Durant la postguerra, Màrius Torres va llegir autors del món clàssic com Plató, Aristòtil i Lucreci, així com autors contemporanis com Bergson i Nietzsche. Pel que fa a les obres literàries, llegia narrativa i assaig i, sobretot, poesia, entre els quals destacaven Baudelaire, Carner, Riba, García Lorca, Maragall, etc. Aquestes lectures van influir en la seva obra poètica, que es mou dins l'òrbita del Simbolisme.
Durant la seva estada al sanatori de Puig d'Olena, la seva producció literària, iniciada com a distracció mentre cursava els estudis de Medicina, s'intensificà. En aquest període l'autor s'autodefinia com “un metge que fa versos” i confessava que és “aquesta cosa absurda: un poeta líric”.

### Mort
Màrius Torres va morir el 29 de desembre del 1942, a les dues del migdia, als trenta-dos anys. Va ser enterrat al cementiri de Sant Quirze Safaja, municipi al qual pertanyia el sanatori de Puig d'Olena.
| «                                      | Dolç àngel de la Mort, si has de venir, més val que vinguis ara. [...] Més que el dolor sofert, el dolor que es prepara, el dolor que m’espera em fa mal... I gairebé donaria, per morir ara —morir per sempre—, una ànima immortal. | » |
| — Màrius Torres, Dolç àngel de la mort | |   |

Entre la seva obra breu, hi ha dos poemes que han destacat especialment: Dolç Àngel de la Mort... i La ciutat llunyana. El primer d'aquests sovint s'ha cregut que fou el darrer poema que va escriure, però en realitat ho fou la intitulada Cançó.
En el context de la literatura catalana, Màrius Torres és inclòs dins la generació del 36, al costat de poetes com Bartomeu Rosselló-Pòrcel o Salvador Espriu.
El seu fons es conserva a la Universitat de Lleida, i inclou documentació personal i familiar (biblioteca, fotografies, partitures, correspondència, etc.), obra de creació (poesies, articles, traduccions, obra de teatre inèdita, etc.), obra de recepció (edicions de l’obra, antologies, traduccions, estudis, cartells, etc.), obra plàstica i mobiliari. També inclou la correspondència adreçada a Mercè Figueras, Joan Sales i familiars, així com quaderns de poemes obsequiats a Mercè i documentació del sanatori i autògrafs literaris de Màrius Torres.

## Publicacions pòstumes
La seva producció poètica es va publicar pòstumament amb el títol Poesies (Coyoacán, Mèxic, desembre de 1947; Catalunya, 1950) a cura del seu amic, l'escriptor i editor Joan Sales. Els temes principals són la música, l'art i la naturalesa, que permeten una reflexió sobre la vida humana, el sentiment i la mort.
A més, dues de les seves obres es van traduir al francès:
- Torres, Màrius. La dernière rose (en francès).  l'Harmattan, 16 d'abril de 2008. ISBN 978-2-296-05302-1., edició, introducció i traducció de Marta Giné i Norberto Gimelfarb

- Torres, Màrius. Paroles de la nuit: Anthologie poétique bilingue catalan-français (en francès).  L'Harmattan, Desembre 2009. ISBN 978-2-296-11150-9., traducció de Marta Giné i Norberto Gimelfarb. Aquesta edició segueix fidelment la voluntat de Màrius Torres sobre els poemes que volia donar a publicar. Els recull tots i, a més a més, segueix també l'ordre de publicació dels poemes volgut pel poeta.

Pòstumament, també es va publicar el recull epistolari entre Màrius Torres i Mercè Figueras. Cartes a Mahalta.  Barcelona: Club Editor. ISBN 9788473292207.
La seva poesia "Cançó a Mahalta" va ser musicada amb el mateix nom per Lluís Llach i molts dels seus poemes han estat musicats per músics catalans.

## Actes d'homenatge
La figura de Màrius Torres fou homenatjada en el marc del centenari del seu naixement, en el marc de la Universitat Catalana d'Estiu del 2010. Es va fer una ruta literària a Sant Quirze Safaja, que organitzava la Institució de les Lletres Catalanes, tres conferències al setembre i diversos actes amb motiu dels Premis Literaris 2010 de la ciutat de Lleida, entre els quals hi havia el lliurament del 15è Premi Màrius Torres que va ser atorgat a la poeta Eva Baltasar, i la presentació a Lleida de la litografia original dedicada a Màrius Torres i realitzada per l'artista Perico Pastor, editada per Cal Talaveró Centre d'Art per la col·lecció Art-Visió. A més, l'any 2017, amb motiu del 75è aniversari de la seva mort, la Paeria de Lleida commemorà l'Any Màrius Torres amb un conjunt d'actes literaris de record i reivindicació.
Des del novembre del 2019, l'Ajuntament de Sant Martí de Centelles (Osona) i l'hostal rural Mas Blanc del mateix municipi, on el poeta va passar temporades durant la seva estada al sanatori i va escriure-hi sobretot correspondència, dediquen una exposició permanent a la seva vida i obra. A més, la biblioteca pública municipal de Vinaixa, poble on estiuejava el poeta, porta el seu nom.